# Epicallia
Epicallia és un gènere de papallones nocturnes de la subfamília Arctiinae i la família Erebidae.

## Taxonomia
El gènere conté una espècie polimòrfica, Epicallia villica.

## Galeria

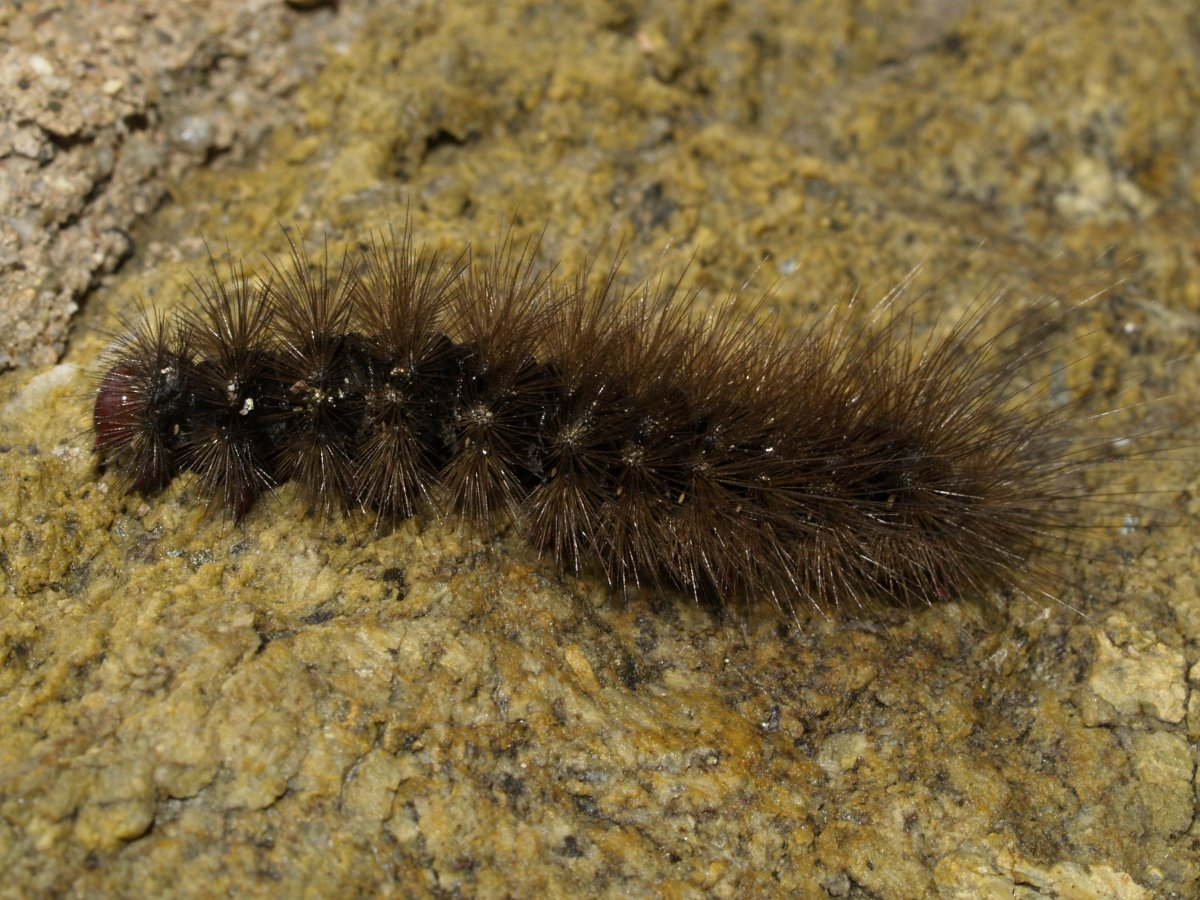
Epicallia villica larva
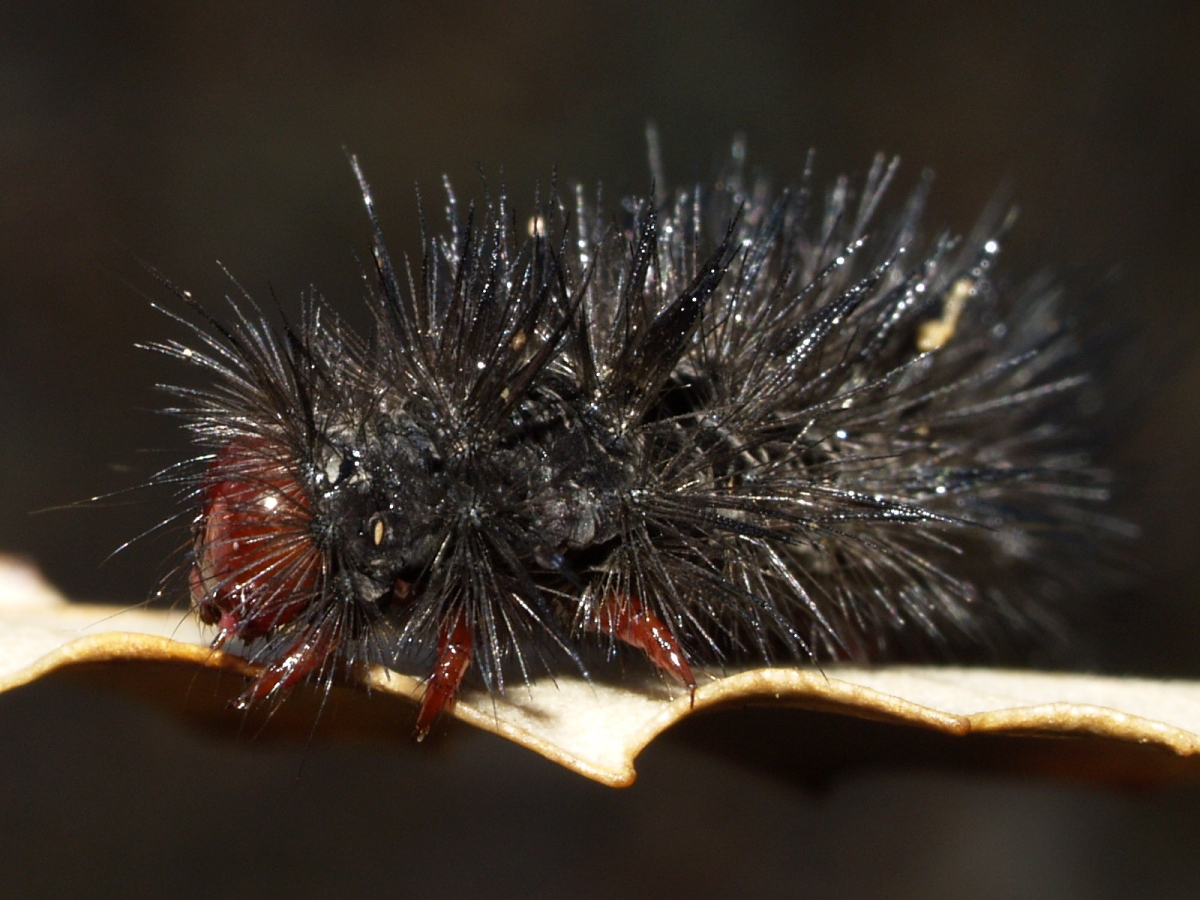
Epicallia villica larva
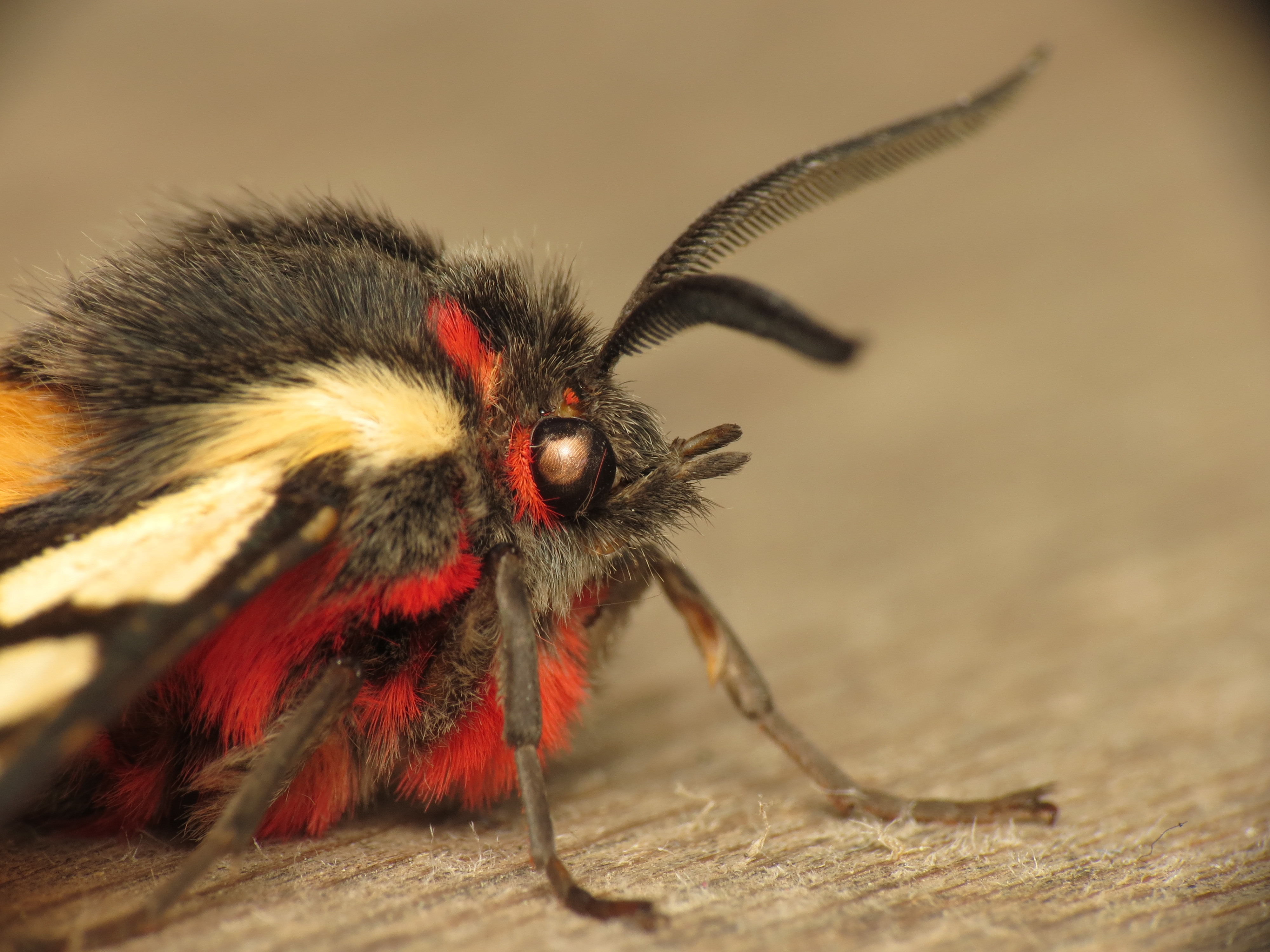
Epicallia villica
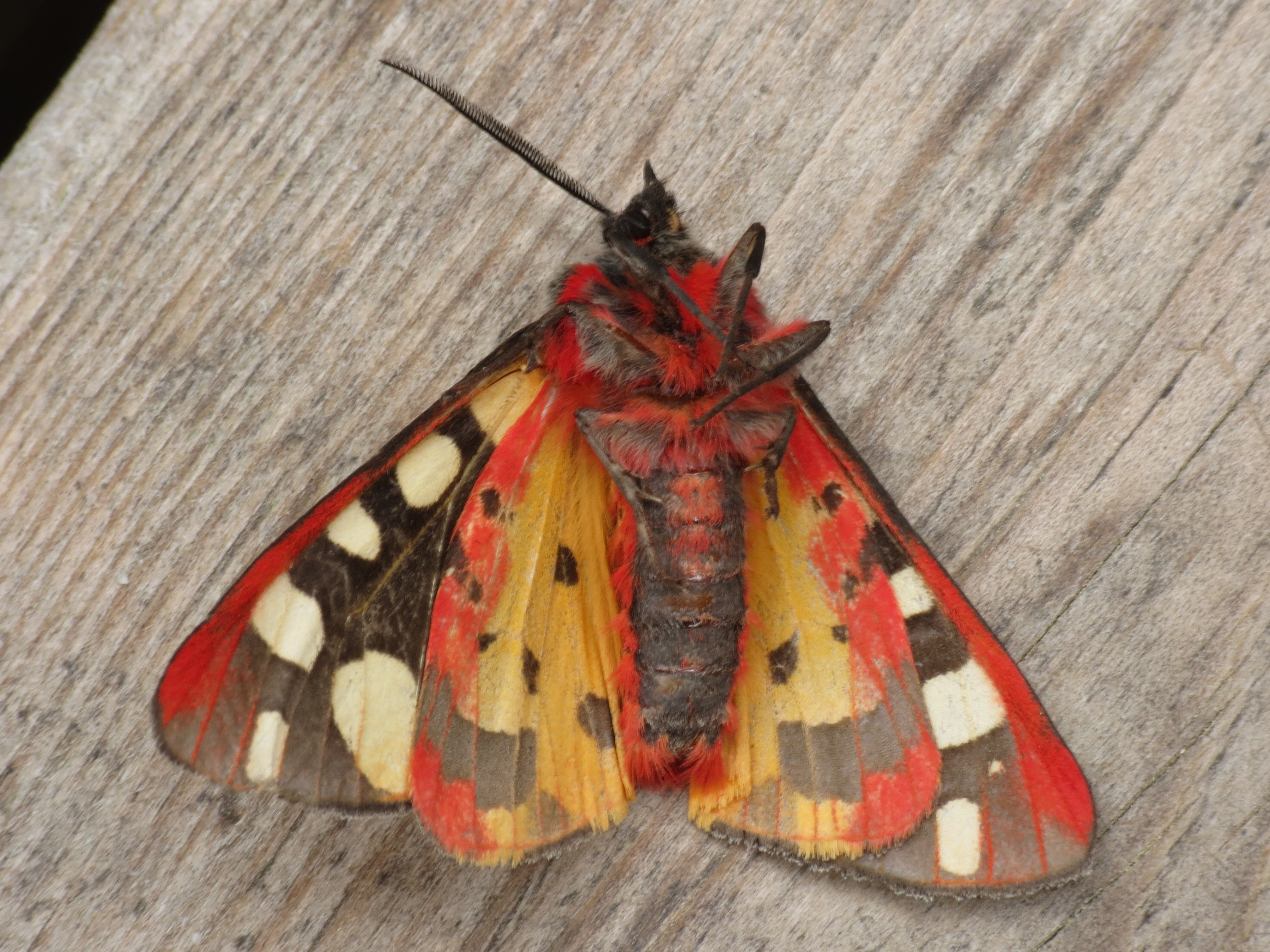
Epicallia villica
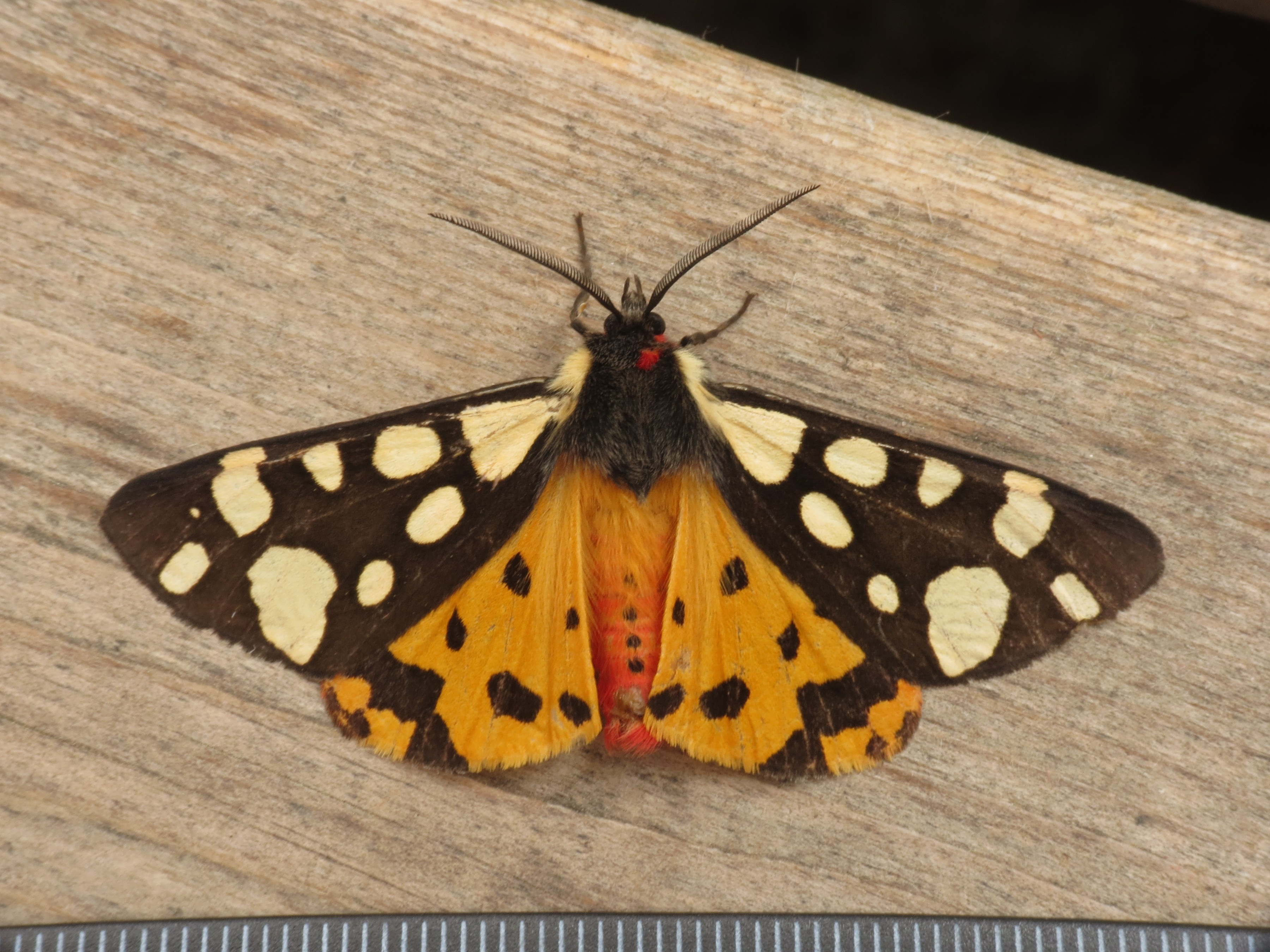
Epicallia villica